# 5211 Stevenson
5211 Stevenson eller 1989 NX är en asteroid i huvudbältet som upptäcktes den 8 juli 1989 av det amerikanska astronom paret Eugene M. och Carolyn S. Shoemaker vid Palomar-observatoriet. Den är uppkallad efter nyzeeländaren David J. Stevenson.
Asteroiden har en diameter på ungefär 5 kilometer.